# Mario Conocchia
Mario Conocchia (fl. XX secolo) è stato un attore italiano.

## Carriera cinematografica
Conocchia ha esordito nel grande schermo nel 1960 con La dolce vita di Federico Fellini, interpretando la parte di un avvocato.
Tre anni più tardi, lavora sempre con Fellini, per 8½, film dove ha una discreta parte, quella dell'ispettore di produzione al servizio del protagonista Marcello Mastroianni. Nel film venne doppiato da Mario Carotenuto.
Nel 1965 partecipa alla pellicola Giulietta degli spiriti, sempre nella parte di un avvocato. Sette anni dopo presta la voce a Gore Vidal, per il film Roma. L'ultimo film a cui prende parte è Ginger e Fred.
Era il padre della doppiatrice Luisella Visconti, morta prematuramente nel 1967.

## Filmografia
- La dolce vita, regia di Federico Fellini (1960)
- 8½, regia di Federico Fellini (1963)
- La mia signora, regia di Mauro Bolognini (1964)
- Giulietta degli spiriti, regia di Federico Fellini (1965)
- Il morbidone, regia di Massimo Franciosa (1965)
- Roma, regia di Federico Fellini (1972)
- Ginger e Fred, regia di Federico Fellini (1985)